# هيلدر (لاعب كرة قدم)
هيلدر (بالبرتغالية: Hélder de Paula Santos‏) هو لاعب كرة قدم برازيلي في مركز الوسط، ولد في 20 يونيو 1984 في فلوريانو في البرازيل. لعب مع نادي بارانا ونادي بالميراس ونادي باهيا ونادي سي آر بي ونادي كوريتيبا ونادي كورينثيانس ألاغوانو.

## وصلات خارجية
- هيلدر (لاعب كرة قدم) على موقع قاعدة بيانات كرة القدم.إي يو (الإنجليزية)
- هيلدر (لاعب كرة قدم) على موقع Soccerway.com (الإنجليزية)